# Abdalla Hamdok

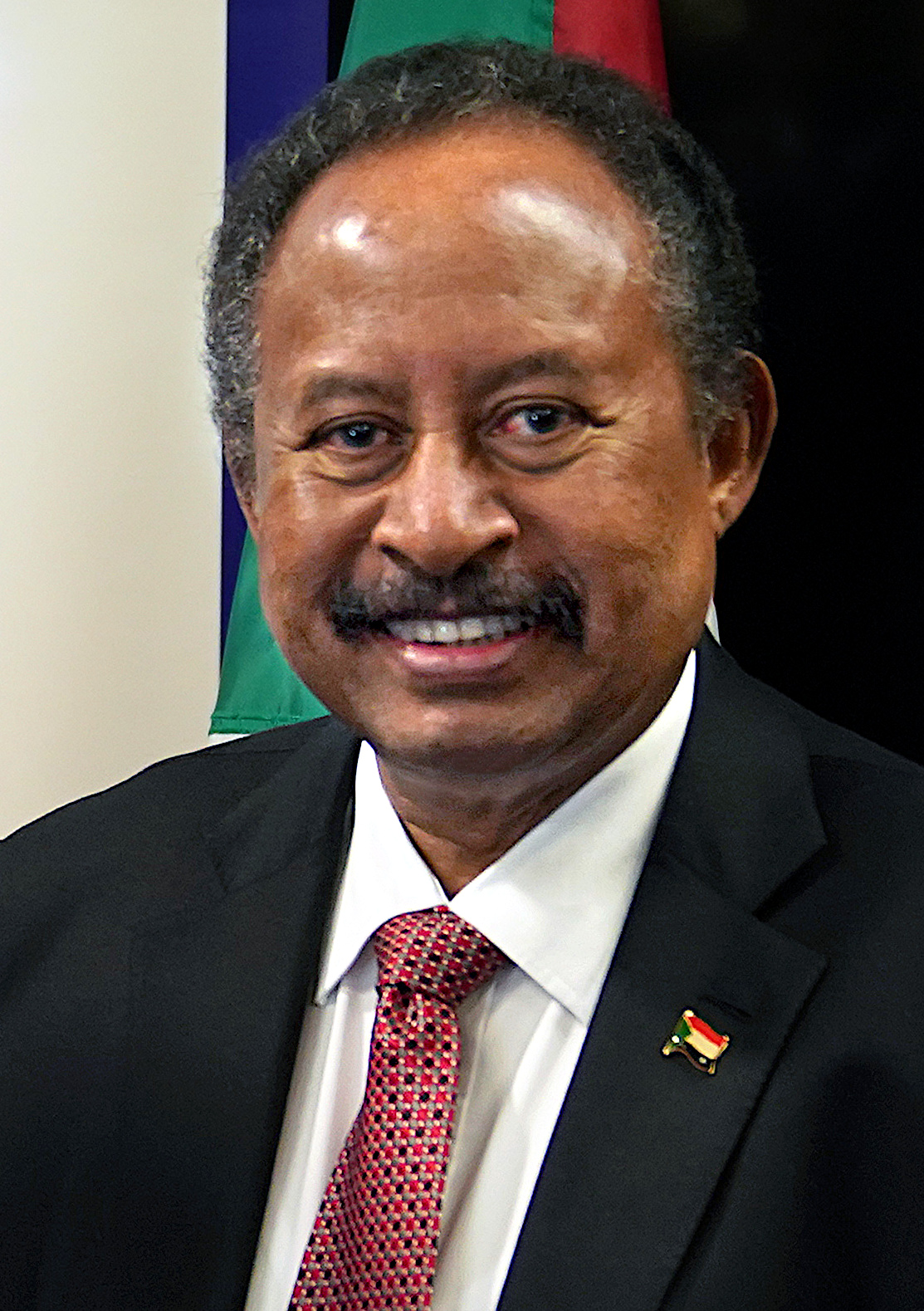
Abdalla Hamdok (2019)

Abdalla Hamdok (arabisch عبد الله حمدوك, DMG ʿAbd Allāh Ḥamdūk, auch Abdallah Hamdok; * 1956 in der Provinz Kordofan) ist ein sudanesischer Wirtschaftswissenschaftler und Politiker, der vom 21. August 2019 bis zu seiner Festsetzung durch das Militär unter Führung von Abdel Fattah Burhan am 25. Oktober 2021 Premierminister des Sudan war. Ab dem 21. November wieder im Amt, stellte er es am 2. Januar 2022 erneut zur Verfügung.

## Leben
Hamdok erwarb einen Bachelor of Science an der Universität Khartum. Er erhielt einen Master of Arts an der School of Economics der University of Manchester und wurde dort in Economic Studies promoviert.
Er hatte zahlreiche nationale und internationale Positionen inne. 1981 bis 1987 arbeitete er im sudanesischen Ministerium für Finanzen und Wirtschaftsplanung. In den 1990er Jahren war Hamdok bei Deloitte & Touche angestellt, anschließend arbeitete er für die Internationale Arbeitsorganisation (ILO) in Simbabwe und nachfolgend für die Afrikanische Entwicklungsbank in der Elfenbeinküste. 2001 war er kurzzeitig bei der Wirtschaftskommission für Afrika der Vereinten Nationen (UNECA) tätig, im Folgejahr war er Director of Regional Integration and Trade.
2003 bis 2008 arbeitete er als Regionaldirektor für Afrika und den Nahen Osten für das International Institute for Democracy and Electoral Assistance. 2011 bis 2018 war er als Deputy Executive Secretary der UNECA eingesetzt.
Im September 2018 lehnte Hamdok eine Berufung für das Amt des sudanesischen Finanzministers ab, da er nicht der Regierung des damaligen Präsidenten Umar al-Baschir angehören wollte. Nach dem Militärputsch im April 2019 und anschließenden monatelangen Machtkampf zwischen Zivilisten und Militärs nominierte ihn die Oppositionsbewegung Forces of Freedom and Change (FFC) am 20. August 2019 für das Amt des Premierministers. Am Folgetag wurde er vereidigt. Seine Regierung wurde durch den von General Abdel Fattah Burhan geleiteten „Souveränen Rat“ kontrolliert. Hamdoks Amtsvorgänger als Premierminister war Mohamed Tahir Ayala, der zusammen mit al-Baschir am 11. April 2019 sein Amt verloren hatte.
Am 9. März 2020 überlebte Hamdok einen Sprengstoffanschlag auf seinen Fahrzeugkonvoi.
Nachdem Hamdok im Oktober 2021 eine von General Burhan geforderte Auflösung der Regierung abgelehnt hatte, kam es zu großen Protestaktionen. Ein Teil der Demonstranten forderte, die vollständige Machtübergabe an die Zivilbevölkerung zu unterstützen, andere verlangten bei einer mehrtägigen Sitzblockade vor dem Präsidentenpalast eine Rückkehr zur „Militärherrschaft“. Am 25. Oktober 2021 putschte das Militär gegen die Regierung. Hamdok wurde an einen unbekannten Ort gebracht, mehrere zivile Mitglieder des Souveränen Übergangsrates und Minister der Übergangsregierung festgesetzt. General Burhan erklärte den Souveränen Rat für aufgelöst und verkündete den Ausnahmezustand. Der zunächst festgenommene Hamdok wurde wenig später nach Hause entlassen.
Am 21. November 2021 wurde Hamdok aus dem Hausarrest entlassen. In Übereinstimmung mit General Burhan vereinbarte er die Wiederaufnahme der Regierungsgeschäfte und die Bildung einer Technokraten-Regierung, die das Land bis zu den für 2023 angesetzten Wahlen regieren sollte. Bereits sechs Wochen später trat er am 2. Januar 2022 nach massiven Straßenprotesten wieder zurück; die Proteste hatten sich gegen seine von Subventionskürzungen geprägten Vorschläge für Wirtschaftsreformen gerichtet.